# Ernesto Morgado
Ernesto M. Morgado é um cientista da computação e empreendedor de software português. É Professor Associado de Ciências da Computação e Engenharia no Instituto Superior Técnico (Universidade Técnica de Lisboa) desde 1992. Foi um dos idealizadores da criação do curso de Engenharia Informática do Instituto Superior Técnico (Universidade Técnica de Lisboa), em 1988, e um dos fundadores do Departamento de Engenharia Informática da mesma instituição, em 1998.

## Biografia
Morgado tirou a licenciatura em Engenharia mecânica (1976) no Instituto Superior Técnico (Universidade Técnica de Lisboa) e o mestrado em Ciências da computação (1981) e o doutoramento em Inteligência artificial (1986) na Universidade Estadual de Nova York em Buffalo .

## Carreira
Ele foi professor de Ciências da Computação no Millard Fillmore College (Universidade Estadual de Nova York em Buffalo) em 1980 e na Canisius College (1981–1984).
Em 1986, juntamente com João Pavão Martins, fundou a SISCOG - Sistemas Cognitivos, S.A., uma startup vocacionada para a Inteligência Artificial. Juntos, lideraram a empresa no desenvolvimento e implementação de sistemas de software em empresas ferroviárias e metropolitanas por toda a Europa . Estes sistemas planeiam e gerem mais de 20 000 pessoas, impactam a vida de milhões de passageiros e foram reconhecidos por organizações na Europa e nos Estados Unidos.
Ernesto Morgado também atua na indústria alimentícia .
É presidente da Ernesto Morgado S.A., uma empresa de descasque de arroz fundada pelo seu avô em 1920. Desde 2003, mudou o foco da empresa de alimentos básicos para produtos de valor acrescentado, ou seja, refeições prontas de alta qualidade à base de arroz.
Tornou-se presidente da FERM (Federação Europeia de Produtores de Arroz) na sua criação em 2002, presidente da ANIA (Associação Nacional dos Industriais de Arroz) em 1990 e vice-presidente da COTArroz (Centro Operativo e Tecnológico do Arroz) em 2004. Na FIPA (Federação das Indústrias Portuguesas Agroalimentares), é atualmente, pela segunda vez, presidente da direção (1997–2003 e 2009) e desempenhou as funções de vice-presidente da sua comissão executiva (1990–1997) e presidente do Conselho Fiscal (2003–2009).
Foi membro do Conselho de Presidentes da CIP (Confederação Empresarial de Portugal) (1990–2007).